# Konflikter mellem Indien og Pakistan
Siden Indiens deling i august 1947, der resulterede i oprettelsen af Republikken Indien og Den Islamiske Republik Pakistan, har der opstået flere Konflikter mellem Indien og Pakistan, herunder tre store krige, en mindre krig og en række væbnede træfninger mellem de to lande. Bortset fra den Den indisk-pakistanske krig i 1971, der tog sit afsæt i Bangladesh’ (Østpakistans) løsrivelse fra Pakistan, har alle konflikterne haft afsæt i uenigheden om den omstridte region Kashmir.

## Baggrunden for konflikten
Delingen af Indien opstod i efterspillet efter 2. Verdenskrig i en periode, hvor både Storbritannien og Britisk Indien håndterede de økonomiske problemer, der var forårsaget af krigen og den ændrede magtbalance i verden.
Blandt den muslimske del af befolkningen i Britisk Indien var der stærke fortalere for at opdele Britisk Indien i to uafhængige og ligeværdige stater, et “Pakistan” og et “Hindustan”, når der var opnået uafhængighed fra Storbritannien og Det Britiske Imperium. Ifølge fremtrædende politikere som Muhammed Ali Jinnah, leder af All India Muslim League, og Jawaharlal Nehru, leder af Indian National Congress, skulle delingen i sig selv resultere i fredelige relationer. Men opdelingen af Britisk Indien i Indien og Pakistan i 1947 delte ikke nationerne langs rene religiøse linjer. Omkring 50% af den muslimske befolkning i Britisk Indien forblev i Republikken Indien. Vold på tværs af religioner, mellem hinduer, sikher og muslimer, resulterede i mellem 500 000 og én million døde.
Territorier, som tidligere havde været styret som fyrstedømmer, som for eksempel Jammu og Kashmir og Hyderabad, var også involveret i delingen. Fyrsterne af disse territorier havde valget mellem at slutte sig til enten Indien eller Pakistan. Pakistan og Indien fremsatte imidlertid begge krav på Kashmir, og dermed blev denne uenighed den største faktor for de kommende mange års konflikter.

## Krigene i kronologisk rækkefølge

### Den indisk-pakistanske krig 1947
Denne krig kaldes også “Den første Kashmirkrig”. Krigen brød ud i oktober 1947, da maharajaen af vasalstaten Jammu og Kashmir blev presset til at tilslutte sit fyrstedømme til en af de to nyligt uafhængige stater: Pakistan eller Indien. Stammestyrker angreb og okkuperede fyrstestaten, hvilket tvang maharajaen til at underskrive “Aftalen for tilslutning af fyrstestaten til Indien” (eng. Agreement to the accession of the princely state to India). FN blev herefter inviteret af Indien for at mægle mellem de uenige parter. FN-delegationen insisterede på, at parterne måtte tage hensyn til kashmirernes egne ønsker. FN's sikkerhedsråd vedtog resolution 47 den 21. april 1948. Krigen blev afsluttet i december 1948 med Line of Control, der delte Kashmir i territorier administreret af Pakistan (de nordlige og vestlige områder) og Indien (sydlige, centrale og nordøstlige områder).

### Den indisk-pakistanske krig 1965
Denne krig begyndte efter Pakistans Operation Gibraltar, der havde til hensigt at infiltrere styrker i i Jammu og Kashmir for at fremskynde et oprør mod det indiske styre. Indien svarede igen ved at iværksætte et militært angreb mod Pakistan. Under den fem uger lange krig blev tusindvis af mennesker dræbt på begge sider. Konflikten omfattede bl.a. Det største panserslag siden 2. verdenskrig. Krigen ophørte ved en våbenhvile efter involvering af FN og den senere Tasjkent-erklæring. På trods af, at ingen af parternes militær lykkedes at opnå en afgørende sejr i krigen, erklærede Indien og Pakistan erklærede sig som sejrherre. Flere neutrale parter vurderede dog, at Pakistans militær var presset ved krigens afslutning. Selvom krigen ikke fik en militær sejrherre, anses krigen generelt som et strategisk og politisk nederlag for for Pakistan, der ikke formåede at opnå international støtte til krigsførelsen. Krigen førte til et geopolitisk skifte på Det indiske subkontinent, hvor både Indien og Pakistan følte sig ladt i stikken af særlig USA og Storbritannien, og de to lande vendte sig herefter i højere grad mod Sovjetunionen respektive Kina.

### Den indisk-pakistanske krig 1971
I modsætning til de øvrige Indo-Pakistanske konflikter adskilte denne krig sig ved ikke at vedrøre konflikten i Kashmir. Krigen var resultatet af den krise, der opstod i Østpakistan efter at Vestpakistan indledte Operation Searchlight, hvis formål var at knuse den bengalske opposition mod den vest-pakistanske indflydelse i Pakistan. Operation Searchlight medførte, at omkring 10 millioner mennesker flygtede fra Øst-Pakistan til Indien. På følge af den humanitære katastrofe og som følge af Indiens egeninteresse i at splitte Pakistan, greb Indien ind i Bangladeshkrigen, der blev udløst af det vestpakistanske militæroperationer i Østpakistan. Indiens støtte til Østpakistan i konflikten førte til et mislykket vestpakistansk militærangreb mod Indien (Operation Djengis Khan). Herefter var krigen mellem Pakistan og Indien en realitet. Efter to uger med intense kampe overgav pakistanske styrker sig til Indien, og Bangladesh blev oprettet som et resultat af krigen. Den indo-pakistanske krig i 1971 var den mest blodige af alle indo-pakistanske konflikter til dags dato, ligesom krigen medførte tilfangetagelsen af det største antal krigsfanger siden anden verdenskrig. Omkring 90.000 pakistanske styrker (herunder politistyrker) overgav sig til Indien.

### Kargil-krigen 1999
Denne konflikt var stort set begrænset til områder i og omkring Kargil-distriktet i Jammu og Kashmir. Sammen med kashmiriske oprørere krydsede pakistanske soldater Line of Control (LoC) og okkuperede indisk territorium, hovedsageligt i det indiske distrikt Kargil. Det pakistanske militær forventede, at landets kernevåben ville afskrække Indien fra en større eskalering af konflikten, men Indien iværksatte en større militæroffensiv for at fordrive de indtrængende tropper. Som følge af Indiens militære fremrykninger og øget diplomatisk pres fra udlandet, måtte Pakistan trække sine styrker tilbage over LoC.

## Andre konflikter
Udover krigene nævnt ovenfor har der fra tid til anden været militære træfninger mellem de to nationer. Nogle af disse træfninger har balanceret på randen til egentlig krig, andre har været af begrænset omfang. I 1955 var der udbredt forventning om udbrud af en egentlig krig mellem de to stater som følge af krigslignende tilstande flere steder i grænseområderne, men en egentlig krig udeblev.
- Siachen-konflikten: I 1984 iværksatte Indien Operation Meghdoot, hvorunder indiske styrker okkuperede det meste af Siachen-gletsjeren, verdens højest beliggende slagmark. Flere sammenstød fandt sted i området i 1985, 1987 og 1995, hvor Pakistan uden held forsøgte at fjerne de indiske styrker fra stillingerne.
- Oprøret i Kashmir: Mellem november 1986 og marts 1987 gennemførte Indien operation Brasstacks. Det var frygtet at denne militærøvelse – den største af sin slagt i det sydlige Asien – kunne føre til en ny krig mellem de to nabolande. Spændingen blev høj igen i 1990 efter at antallet af militante i det indisk-administrerede Kashmir blev kraftigt forøget. Efter terrorangrebet på det indiske parlament den 13. december 2001, som Indien beskyldte de Pakistansk støttede terrororganisationer Lashkar-e-Taiba og Jaish-e-Mohammed for at stå bag, blev den indisk-pakistanske træfning 2001-2002 udløst, hvilket atter bragte parterne på randen af krig.

## Andre landes involvering
- Sovjetunionen:
  - USSR forblev neutral under krigen i 1965[30] og spillede en vigtig rolle under forhandlingerne om afslutningen af krigen, der mundede ud i Tasjkent-erklæringen.
  - USSR bidrog fra slutningen af 1960'erne og op til Sovjetunionens sammenbrud væsentlige mængder krigsmateriel til Indien, herunder bl.a. kampfly af typen MiG-21 og Su-7.
  - USSR bidrog med diplomatisk og militær støtte under krigen i 1971. Som et modsvar til USA's udstationering af hangarskibet USS Enterprise og Storbritanniens udstationering af hangarskibe af HMS Eagle-klassen sendt Moskva atomubåde og krigsskibe med til det Arabiske hav og det Indiske Ocean.[31][32][33] Sovjetunionen leverede fra slutningen af
- USA:
  - USA gav ikke militær støtte til Pakistan under krigen i 1965.[34]
  - USA bidrog med diplomatisk og militær støtte til Pakistan under krigen i 1971 ved udstationering af hangarskibet USS Enterprise i det Indiske Ocean.[35][36][37]
  - USA støttede ikke Pakistan under Kargil-krigen, og havde succes med at presse den pakistanske regering til at standse fjendtlighederne.[38][39][40]
- Kina:
  - Kina har under flere konflikter bidraget med diplomatisk støtte til Pakistan.[8][41][42]
- Rusland:
  - Rusland har ført en neutral politik over for de to nationer og har været aktiv som fredsmægler og har herunder bistået under fredsforhandlingerne 2001–02 og hjalp med til at hindre eskalering af krisen i 2008.[43][44]